# Ог, Гюстав Эмиль
Гюстав Эмиль Ог (фр. Gustave Émile Haug; 19 июня 1861[…], Дрюзенайм — 28 августа 1927[…], Нидербронн-ле-Бен) — французский учёный-геолог, профессор Парижского университета (с 1904 года), член Французской академии наук (1917), иностранный член-корреспондент Санкт-Петербургской академии наук (1909).
Основные труды по тектонике, стратиграфии, палеонтологии, региональной геологии (Альпы, Прованс). В своих теоретических построениях придерживался теорий контракции (сжатия) Земли и изостазии. Внёс крупный вклад в разработку учения о геосинклиналях. Поддерживал концепцию циклического развития геологических процессов, последовательно повторяющих друг друга из одного геологического «цикла» в другой. Рассматривая историю развития геосинклиналей и платформ («континентальных площадей»), стремился доказать, что морским трансгрессиям на континентальных площадях во времени соответствуют регрессии в геосинклиналях и наоборот («закон Ога»). Курс геологии Ога способствовал поднятию уровня преподавания этой науки во многих странах, в т.ч в России (7 изданий).

## Биография

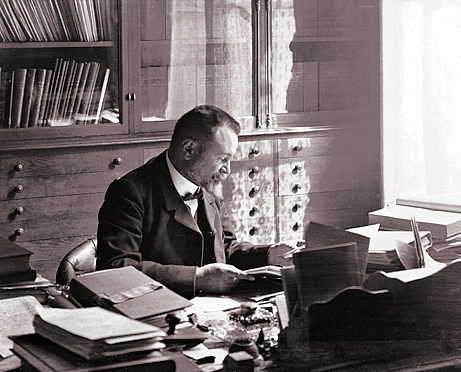
Э. Ог в своём кабинете в Сорбонне

Эмиль Ог родился в Дрюзенем, Нижний Рейн. Жил в городе Нидерброн. Ещё в детстве заинтересовался геологией и палеонтологией, собирал в окрестностях минералы и ископаемых.
Ог получил высшее образование в Страсбургском университете, где по окончании курса был ассистентом у профессора Бенеке. Здесь же он получил и степень доктора геологии. В 1888 г. он покинул Эльзас, переселился в Париж и начал преподавательскую деятельность в Парижском университете (в Сорбонне).

### Научная деятельность
В 1900 году опубликована работа Ога по вопросу о происхождении геосинклиналей «Les géosynclinanx et les aires continentales».
В 1902 г. Ог был избран президентом Французского Геологического Общества, а впоследствии избран членом Парижской Академии Наук и членом многих ученых обществ во Франции и за её пределами.
С 1904 года — Профессор Парижского университета, заведующий кафедрой геологии.
Работы Ога по геологии и палеонтологии были многочисленны и разнообразны. Особенно выделяется курс геологии, в котором он не только резюмировал современное состояние науки, но и внес почти в каждую главу денные добавления или новую группировку фактов. К числу таких вопросов принадлежит учение о геосинклиналях, идеи об образовании в земной коре местных впадин заполняющихся морскими осадками.
Много внимания Ог уделил работам по стратиграфии и тектонике. Об этом свидетельствуют составленные им очерки стратиграфии разных геологических периодов (юра, мел, неоген, послетретичный период) для «Большой Французской энциклопедии» и «Курс геологии», первый том которого появился в 1907 г., а последняя часть второго тома в 1911 г. Этот курс во Франции выдержал пять изданий. Первый том его был переведен на русский язык в 1913 г. и выдержал несколько изданий.
Из палеонтологических трудов Ога наиболее важны его работы по вопросам развития и классификации аммоноидей. По мнению Ога, изучая индивидуальное и филогенетическое развитие аммоноидей, можно различить более полные эволюционные ряды, чем изучая какую-либо другую группу ископаемых, и это тем более вероятно, что аммоноидей являются обитателями глубоких вод, тех областей моря, где осадки отлагались без перерывов и где нет или почти нет пропусков в хронологической серии отложений.
Все его работы проникнуты одною общей идеей, осветить ход развития лика земли и историю развития органического мира в последовательные геологические эпохи и уловить взаимную связь и законность в ходе изменений и живой и мертвой природы.
Эмиль Ог скончался в Нидербронне (Нижний Рейн) 29 августа 1927 года.

## Членство в организациях
- 1902 — Президент Геологического общества Франции
- 1909 — Член-корреспондент Санкт-Петербургской Академии Наук. Физико-математическое отделение (по разряду физическому)
- 1917 — Член французской Академии Наук.

## Научные труды
- Traité de géologie, (t.) 1—2, ., 1907—1911;
- Les géosynclinaux et les aires continentales, „Bulletin de la Société Géologique de France, 3 série“, 1900, v. 28, p. 617—711;
- в русском переводе — Геология, 7-е издание, том 1, Москва — Ленинград, 1938. Литература: (Павлов А.П.), Эмиль Ог (Некролог), "Известия Академии Наук СССР. Отделение физико-математических. наук", 1929, № 1, страницы 1—6.